# Iațîne-Okari, Zinkiv
Iațîne-Okari (în ucraineană Яцине-Окарі) este un sat în comuna Kîrîlo-Hannivka din raionul Zinkiv, regiunea Poltava, Ucraina.

## Demografie
Componența lingvistică a localității Iațîne-Okari
     Ucraineană (96,97%)
     Rusă (3,03%)
Conform recensământului din 2001, majoritatea populației localității Iațîne-Okari era vorbitoare de ucraineană (96,97%), existând în minoritate și vorbitori de rusă (3,03%).